# Robert Mangold

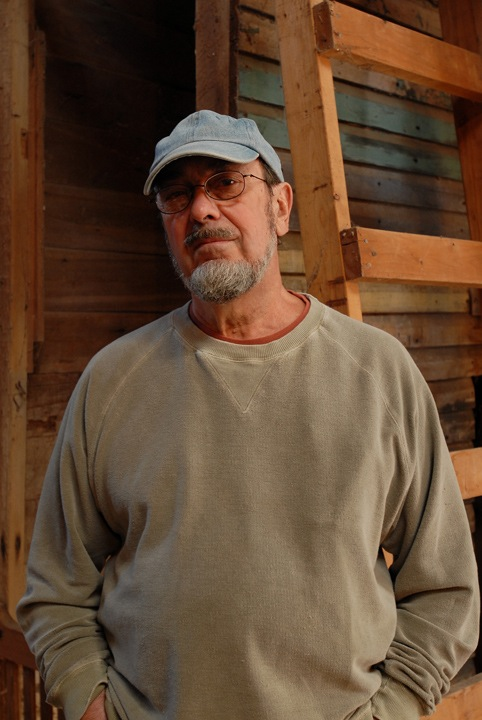
Robert Mangold 2013

Robert Peter Mangold (* 12. Oktober 1937 in North Tonawanda, N.Y.) ist ein US-amerikanischer Maler des Minimalismus.

## Leben
Schon in der Schule North Tonawanda fiel sein Zeichentalent auf. Mangold wollte als Junge Magazin-Illustrator werden. Sein Vorbild war Norman Rockwell. Als Kunststudent von 1956 bis 1959 am Cleveland Institute of Fine Art ahmte er die Abstrakten Expressionisten Willem de Kooning, Jackson Pollock und Franz Kline nach. Seinen B.F.A. erhielt Mangold 1961 an der Yale University in New Heaven; in diesem Jahr heiratete er auch die Künstlerin Sylvia Plimack. 1962 zogen beide nach New York, wo Mangold als Aufseher im Museum of Modern Art arbeitete und reichlich Zeit hatte, die Bilder berühmter Maler zu studieren. Piet Mondrian überzeugte ihn schließlich von der Stärke der Einfachheit. 1963 erreichte Mangold den M.F.A. in Yale.
Seine erste Einzelausstellung hatte Mangold 1964 in der Thibaut Gallery in New York. 1971 widmete ihm das Solomon R. Guggenheim Museum ebenfalls eine Einzelschau. Zwischen 1964 und 1973 wurden seine Arbeiten in Galerien in Stuttgart, Paris, Mailand, London, Zürich und wichtigen Städten der Vereinigten Staaten ausgestellt. Er nahm dreimal (Documenta 5, 1972; Documenta 6, 1977 und an der Documenta 7, 1982) an der documenta in Kassel teil.
Mangold lebt in Washingtonville, New York.

## Werk
Mangold ist einer der renommiertesten Vertreter des Minimalismus. Mit Kalkül und Präzision erforscht er die Beziehungen zwischen Form, Linie und Farbe. Und doch wirken seine Arbeiten leicht und unmittelbar, manchmal spielerisch. Er selbst fand eine klare Formel für alle scheinbaren Widersprüche: „Ich bin ein Bildermacher.“
Mangold sägte erstmals in den 1960er Jahren aus Hartfaserplatten unregelmäßige, architektonisch anmutende Stücke, die er mit Ölfarbe besprühte, so dass sie in sanften Tonabstufungen schimmerten. Als Gegenpart zu diesen areas (Gebieten) entstanden walls (Mauern) - kantige, von einer undurchdringlichen stumpfen Farbschicht überzogene Gebilde. Diesen Weg verfolgt Mangold bis heute.
2004 wurde Robert Mangold zum Mitglied (NA) der National Academy of Design gewählt.

## Museen
| - Solomon R. Guggenheim Museum (New York) - La Jolla Museum of Contemporary Art (Kalifornien) - Museum Haus Lange (Krefeld) - Stedelijk Museum (Amsterdam) | - Akron Art Museum (Ohio) - Museum Wiesbaden (Wiesbaden) - Migros Museum für Gegenwartskunst - Hallen für Neue Kunst, Schaffhausen |

(Quelle: Kunstarchiv Werner Kittel im Zentralarchiv der Staatlichen Museen zu Berlin, seit 2010 in der Kunst- und Museumsbibliothek der Stadt Köln)